# 박여명
박여명(1983년 11월 17일 ~)은 대한민국 C채널방송의 아나운서다.

## 방송
- 가스펠스타C